# Manor Farm
Manor Farm ve West Challow v hrabství Oxfordshire v Anglii je historicky významná budova, která je zapsána na seznamu anglického kulturního dědictví II. stupně Dům je postaven ve stylu královny Anny se staršími částmi. Byl zařazen do knihy Candidy Lycett Greenové s názvem The Perfect English Country House (Dokonalý anglický venkovský dům). Nemovitost v průběhu staletí vlastnilo mnoho významných osobností. Dnes poskytuje ubytování typu bed-and-breakfast a slouží k pořádání speciálních akcí, zejména svateb.

## Historie
Vesnice West Challow se kdysi nazývala Manor of Petwick a kolem roku 1100 byla v držení jeptišek z Amesbury. V roce 1541, v době zrušení převorství, bylo panství přiděleno siru Thomasi Seymourovi, který jej prodal nájemci Richardu Plottovi, jehož rod dědil panství po dvě generace. V roce 1600 bylo prodáno Henrymu Martynovi.
V roce 1635 přešlo na Ralpha Pigotta, jehož rod vlastnil panství až do roku 1802. Pigottové byli bohatými vlastníky pozemků v této oblasti. Je pravděpodobné, že jeden z nich postavil přístavbu současného panství ve stylu královny Anny. Nejpravděpodobnější osobou je Francis Pigott, dědic, který se oženil s Ann Barrovou v roce 1724 přibližně v době nové výstavby.
V roce 1802 koupil panství od rodiny Pigottů Thomas Hatton, bohatý statkář, který žil v Childrey. Zemřel v roce 1804 a majetek odkázal svým dětem. V roce 1818 podal jeho syn William Hatton do novin inzerát na prodej statku. Uvádělo se v něm, že panství přichází s holubníkem, stodolami, stájemi, kravíny a dalšími hospodářskými budovami, dvorem a zahradou.
Krátce poté byl prodán Danielu Agaceovi, který žil v Ascotu. Po jeho smrti v roce 1828 přešlo panství na jeho příbuzného Daniela Ferarda, který zemřel v roce 1837 a odkázal je svému nejstaršímu synovi Charlesi Cottonovi Ferardovi. Charles vlastnil panství přibližně 50 let, během nichž ho pronajímal různým nájemcům.

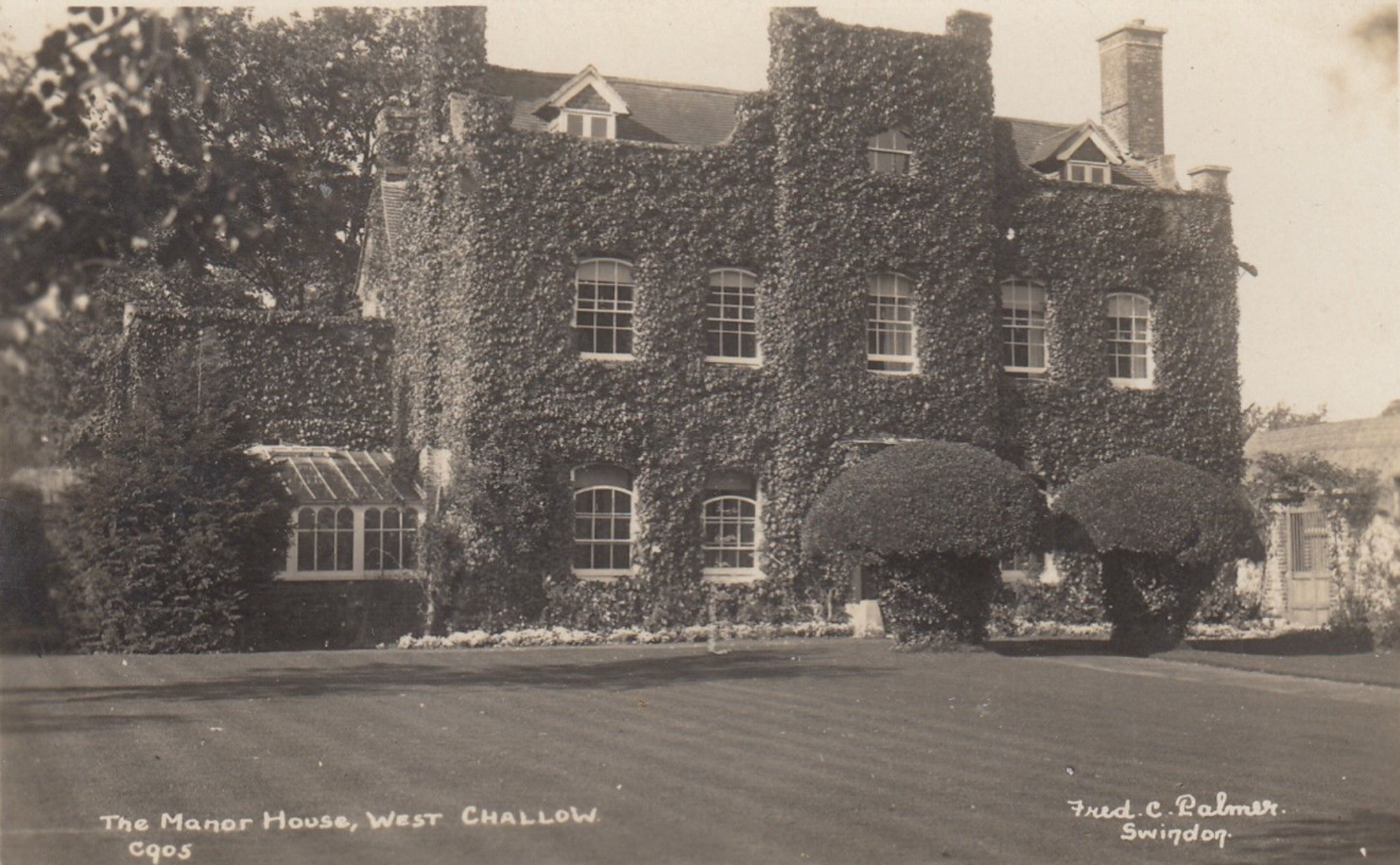
Dům Manor Farm kolem roku 1900

Charles Cotton Ferard zemřel v roce 1886 a v roce 1887 byl na statku zveřejněn inzerát na pronájem. V roce 1899 byla farma prodána Robertu Loyd-Lindsayovi, 1. baronu Wantage, a když v roce 1901 zemřel, stala se majitelkou jeho manželka lady Harriet Wantage.

## Popis domu

### Exteriér
Manor Farm je dvoupatrová zděná budova na půdorysu L. Jádro stavby je z 17. století, dvoupatrový zadní trakt a křídlo je z 18. století. Zdivo je z pálených cihel kladených na vlámskou vazbu. Z červených cihel jsou vyzděny rohové lizény, oběžné římsy, šambrány kolem oken, parapetní římsy a komíny. Fasáda průčelí je pětiosá s vystupujícím středním rizalitem, vodorovně členěná oběžnými patrovými římsami a zakončená atikou opírající obloukem se o střední ryzalit. U vchodu je datace 1725. Plochy mezi šambránami a lizénami vyplňuje zdivo ze šedých cihel. Okna mají podokenní parapetní římsu a jsou zakončena půlkruhovým cihlovým obloukem s masívním kamenným klenákem. Střecha je sedlová s vikýři se sedlovou střechou a po obou stranách s komíny.
Na pravé straně je křídlo skládající se z dvoupatrového a přízemního bloku se sedlovou střechou. Uliční štítové průčelí je členěno komínovým rizalitem a tříbokým dvoupatrovým arkýřem. Patrové křídlo má tři okna a přízemní arkýř. Přízemní blok je dvouosý. Na levou boční stranu je přistavěna cihlová zeď pod ní je prosklená terasa.
Dům obklopuje zahrada. 

### Interiér
V přízemí je vstupní hala s čtvrtkruhovým schodištěm do prvního patra s vyřezávaným balustrádovým zábradlím, obývací pokoj s krbem, jídelna s krbem a velká kuchyně s trámovým stropem (v křídle). Vpravo od vstupní haly je obývací pokoj s krbem na jehož obložení je nápis RP 1604, obložení místnosti pochází ze 17. století. Vlevo od haly je jídelna s krbem. V patře jsou ložnice. V přízemním bloku je obývací pokoj a dvě ložnice s WC a koupelnou.